# Mistharnophantia curta
Mistharnophantia curta är en insektsart som först beskrevs av Doering och Shepherd 1947.  Mistharnophantia curta ingår i släktet Mistharnophantia och familjen Flatidae. Inga underarter finns listade i Catalogue of Life.